# Michał Falzmann
Michał Tadeusz Falzmann (ur. 28 października 1953 w Jeleniej Górze, zm. 18 lipca 1991 w Warszawie) – polski urzędnik państwowy, inspektor Najwyższej Izby Kontroli, który wykrył wielkie nieprawidłowości w Funduszu Obsługi Zadłużenia Zagranicznego i doprowadził do ich ujawnienia, czego wynikiem była afera FOZZ.

## Działalność zawodowa
Pracował w przedsiębiorstwie Agrotechnika, z którego zwolnił się, nie przyjmując należnego mu wynagrodzenia. Później był dyrektorem Polonu, zakładu produkującego urządzenia do pomiaru radioaktywności.

### Pierwszy kontroler FOZZ
Będąc kontrolerem Izby Skarbowej w Warszawie wykrył olbrzymie nadużycia w FOZZ. Gdy opisał odkrycie w prasie, wszedł w skład zespołu kontrolerów NIK. 16 lipca 1991 skierował do dyrektora Oddziału Okręgowego NBP w Warszawie wniosek o udostępnienie informacji objętych tajemnicą bankową, o obrotach i stanach środków pieniężnych (gotówkowych i bezgotówkowych) FOZZ.
Tego samego dnia Anatol Lawina, dyrektor Zespołu Analiz Systemowych NIK, przedstawił mu polecenie służbowe prezesa NIK, prof. Waleriana Pańki, o odsunięciu go od wszelkich czynności kontrolnych prowadzonych przez zespół, w którym Falzmann dotychczas pracował. Dwa dni później, 18 lipca 1991, Falzmann zmarł na zawał serca, mając 37 lat.
W kilka miesięcy po jego śmierci – w przeddzień zapowiedzianego ogłoszenia w Sejmie raportu na temat FOZZ – w wypadku samochodowym pod Piotrkowem Trybunalskim zginął najwyższy przełożony M. Falzmana – prezes NIK Walerian Pańko oraz dyrektor Biura Informacyjnego Kancelarii Sejmu RP Janusz Zaporowski. Siedząca z przodu żona prof. Pańki oraz kierowca z BOR służbowej Lancii Thema nie odnieśli większych obrażeń. 
Pochowany na cmentarzu Powązkowskim w Warszawie (kwatera 113-5-15).

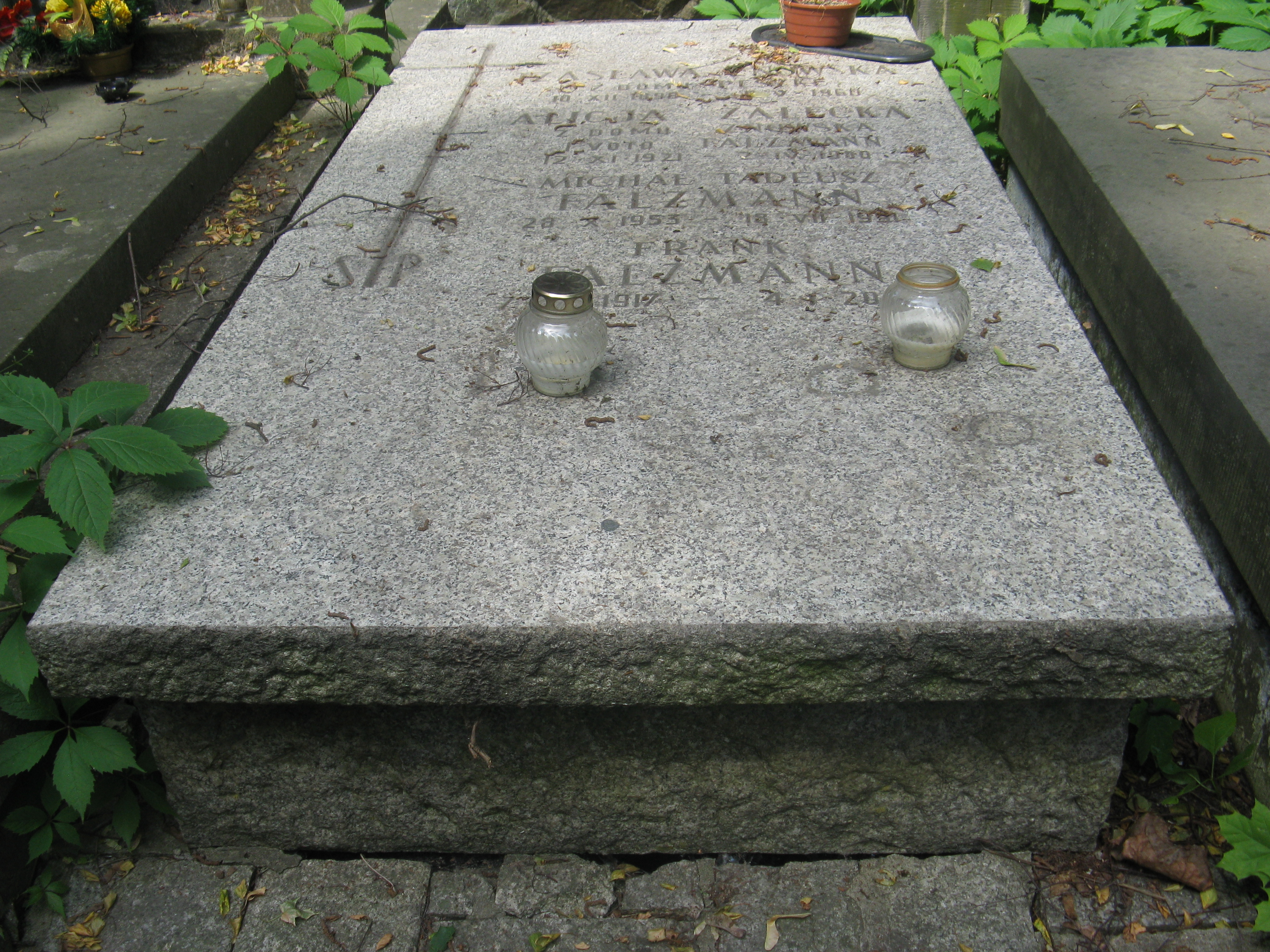
Grób Michała Falzmanna na cmentarzu Powązkowskim

## Upamiętnienie
Michałowi Falzmannowi poświęcony jest film dokumentalny Jerzego Zalewskiego, Oszołom, wyemitowany 6 marca 1995 w TVP1. W 2021 roku TVP Info wyemitowała reportaż pt. „Holding” red. Marcin Tulicki, który poruszył m.in. aspekty związane z aferą FOZZ i śmiercią Michała Falzmanna.
Postanowieniem z dnia 11 lutego 2009, „za wybitne osiągnięcia w podejmowaniu działań z zakresu kontroli państwowej, za umacnianie praworządności”, został przez prezydenta Lecha Kaczyńskiego odznaczony pośmiertnie Krzyżem Kawalerskim Orderu Odrodzenia Polski. Jego imieniem nazwano ulicę na wrocławskim osiedlu Poświętne.

## Życie prywatne
Był mężem tłumaczki i publicystki Izabeli Brodackiej-Falzmann i ojcem pięciorga dzieci: Joanny, Zuzanny, Patryka, Anny i Marii.